# Pôle d'équilibre territorial et rural
Pour un article plus général, voir Intercommunalité en France.
En France, un pôle d’équilibre territorial et rural (PETR) est un établissement public regroupant plusieurs établissements publics de coopération intercommunale à fiscalité propre associés dans un périmètre territorial non enclavé sous la forme d’un syndicat mixte.
Sa création, en janvier 2014, est envisagée comme le pendant du dispositif de pôle métropolitain, dans le sens où il permet la coopération entre des territoires ruraux et des petites et moyennes villes.

## Genèse
Le dispositif est créé par l’article 79 de la loi no 2014-58 du 27 janvier 2014 de modernisation de l’action publique territoriale et d’affirmation des métropoles, dite « loi MAPTAM », promulguée sous le gouvernement de Jean-Marc Ayrault et le quinquennat de François Hollande, dans le cadre du troisième acte de décentralisation impulsé dans le pays.
Dans le volet de la clarification des compétences des collectivités territoriales, la loi ambitionne de répondre au vide juridique laissé par la loi no 2010-1563 du 16 décembre 2010 de réforme des collectivités territoriales au sujet des pays, dont les dispositions avaient été abrogées. En effet, la loi ouvre la possibilité, pour les syndicats mixtes de pays, d’évoluer en pôles d’équilibre territoriaux et ruraux (PETR), syndicat mixte de nature particulière.
Il est défini dans le Code général des collectivités territoriales par les articles L. 5741-1 à L. 5741-5.
En 2022, la Cour des comptes remet un rapport critique sur les PETR, estimant qu'ils n'ont pas rempli leur promesses et souhaite entre autres leur transformation en syndicat mixte ouvert dans la plupart des cas.

## Définition

### Sens
« Le pôle d’équilibre territorial et rural est un établissement public constitué par accord entre plusieurs établissements publics de coopération intercommunale à fiscalité propre, au sein d’un périmètre d’un seul tenant et sans enclave. Un établissement public de coopération intercommunale à fiscalité propre ne peut appartenir à plus d’un pôle d’équilibre territorial et rural.
La création du pôle d’équilibre territorial et rural est décidée par délibérations concordantes des établissements publics de coopération intercommunale à fiscalité propre. Elle est approuvée par arrêté du représentant de l’État dans le département où le projet de statuts du pôle fixe son siège. »

— Premier alinéa de l’article L. 5741-1 du Code général des collectivités territoriales.
Contrairement au pôle métropolitain, qui doit contenir en son sein au moins un établissement public de coopération intercommunale à fiscalité propre de plus de 100 000 habitants (abaissé à 50 000 pour les structures frontalières d’un État limitrophe), le pôle d’équilibre territorial et rural n’a pas à respecter de seuil démographique. Juridiquement, toutes les catégories d’établissements publics de coopération intercommunale à fiscalité propre peuvent donc appartenir à un PETR.

### Organes

#### Conseil syndical
Le pôle d’équilibre territorial et rural étant juridiquement assimilé à un syndicat mixte fermé, il dispose d’un conseil syndical.
La composition des sièges du conseil syndical prend en compte le poids démographique de chaque établissement public de coopération intercommunale à fiscalité propre. Toutefois, aucun ne peut admettre un nombre de représentants supérieur à la moitié des sièges du conseil (deuxième alinéa de l’article L. 5741-1).

#### Conférence des maires
En outre, le pôle d’équilibre territorial et rural dispose d’une « conférence des maires », composée des maires des communes membres des EPCI à fiscalité propre adhérents, réunie au moins annuellement, et chargée de la rédaction du projet de territoire (troisième alinéa de l’article L. 5741-1).

#### Conseil de développement territorial
Enfin, un troisième organe est créé dans le cadre de la loi MAPTAM, le « conseil de développement territorial ». Rassemblant « les représentants des acteurs économiques, sociaux, culturels, éducatifs, scientifiques et associatifs du pôle d’équilibre territorial et rural », il est chargé d’effectuer un rapport annuel d’activité, mais, son rôle est strictement consultatif (quatrième alinéa de l’article L. 5741-1).

### Projet de territoire

#### Élaboration
Dans l’année suivant la création du pôle d’équilibre territorial et rural, un projet de territoire doit être formulé ; des conseillers départementaux et régionaux peuvent y être associés. Également, dans l’année suivant le renouvellement des conseils communautaires des EPCI à fiscalité propre, le projet est révisé (premier alinéa de l’article L. 5741-2).

##### Définitions et champs d’action
« Le projet de territoire définit les conditions du développement économique, écologique, culturel et social dans le périmètre du pôle d’équilibre territorial et rural. »

— Premier alinéa de l’article L. 5741-2 du Code général des collectivités territoriales.
Conduites dans le cadre des pôles ou dans celles des EPCI à fiscalité propre, les politiques du projet de territoire agissent dans les domaines du développement économique, de l’aménagement du territoire et dans la transition écologique.

##### Compatibilité
En outre, le projet de territoire doit être compatible avec les statuts et chartes d’autres périmètres de syndicats mixtes : ceux des schémas de cohérence territoriale (SCOT) et ceux des parcs naturels régionaux. Dans le dernier cas, une convention doit être conclue entre le pôle et le syndicat mixte du parc.

##### Avis et approbation
Une fois formulé, le projet est « soumis pour avis » aux deux organes du PETR, à savoir la conférence des maires et le conseil de développement territorial. Il est par la suite soumis à l’approbation des organes délibérants des EPCI à fiscalité propre, et des conseillers départementaux et régionaux qui y ont été associés.
Le rapport annuel est l’outil permettant aux EPCI à fiscalité propre et aux organes du PETR de suivre la bonne évolution du projet.

#### Mise en œuvre
Pour la mise en œuvre du projet, une « convention territoriale » est signée entre les différentes parties du projet (le pôle, les EPCI à fiscalité propre du périmètre et les élus départementaux et régionaux). Celle-ci consiste, dans un espace territorial et temporel défini, à déterminer les missions déléguées au PETR (deuxième alinéa de l’article L. 5741-2).

### Autres dispositions

#### Intégration
Aussi, des dispositions de la loi MAPTAM ouvrent la possibilité aux EPCI à fiscalité propre de « se doter de services unifiés », alors que le rapport annuel doit comporter un volet sur l’intégration (troisième alinéa de l’article L. 5741-2).
De même, le conseil syndical du PETR peut soumettre une proposition de fusion aux EPCI à fiscalité propre du périmètre du pôle (article L. 5741-5).

#### Schéma de cohérence territoriale
Au niveau des schémas de cohérence territoriale (SCOT), le PETR peut être investi par les EPCI à fiscalité propre de cette mission s’il correspond au périmètre d’un SCOT, ou bien, il peut en assurer la coordination si plusieurs SCOT recouvrent son territoire (premier alinéa de l’article L. 5741-3).

#### Contractualisation
Avec les instances départementales et régionales, le PETR peut nouer des contrats dans « des politiques de développement, d’aménagement et de solidarité entre les territoires » (deuxième alinéa de l’article L. 5741-3).

#### Éligibilité des syndicats mixtes
Un PETR peut être constitué à partir d’un syndicat mixte regroupant exclusivement des EPCI à fiscalité propre. Pour ce faire, une proposition du comité syndical doit être soumise aux organes délibérants EPCI à fiscalité propre et du conseil syndical. Ceux-ci doivent se prononcer dans un délai de 3 mois. À défaut, « leur décision est réputée favorable » (article L. 5741-4).

## Nombre
Le nombre de PETR est passé de 80 en 2015 à 122 en 2025,.
| Département        | Région                     | Nombre | Structures |
| ------------------ | -------------------------- | ------ | --- |
| Aisne              | Hauts-de-France            | 3      | Pays de Thiérache, PETR du Soissonnais et du Valois, Union des communautés de communes du sud de l'Aisne                                                                    |
| Allier             | Auvergne-Rhône-Alpes       | 1      | PETR du pays de la vallée de Montluçon et du Cher |
| Hautes-Alpes       | Provence-Alpes-Côte d'Azur | 1      | PETR du pays du Briançonnais, des Écrins, du Guillestrois et du Queyras |
| Ariège             | Occitanie                  | 1      | PETR de l'Ariège |
| Aube               | Grand Est                  | 2      | PETR Othe-Armance, SM Seine en Plaine Champenoise |
| Aude               | Occitanie                  | 1      | PETR Vallée de l'Aude |
| Aveyron            | Occitanie                  | 3      | PETR Centre Ouest Aveyron, PETR du Haut-Rouergue, PETR du Lévézou |
| Bouches-du-Rhône   | Provence-Alpes-Côte d'Azur | 1      | Pays d'Arles |
| Cantal             | Auvergne-Rhône-Alpes       | 1      | Syndicat des territoires de l'Est Cantal |
| Charente           | Nouvelle-Aquitaine         | 2      | Pays du Ruffécois, PETR Ouest Charente - Pays du cognac |
| Charente-Maritime  | Nouvelle-Aquitaine         | 1      | Pôle Marennes-Oléron |
| Cher               | Centre-Val de Loire        | 1      | Centre-Cher |
| Corrèze            | Nouvelle-Aquitaine         | 2      | PETR Vallée Dordogne Corrézienne, PETR Vallée Vézère-Auvezère |
| Corse-du-Sud       | Corse                      | 1      | PETR du Pays Ornano - Sartenais - Valinco - Taravo |
| Haute-Corse        | Corse                      | 1      | Pays de Balagne |
| Côte-d'Or          | Bourgogne-Franche-Comté    | 3      | PETR du Pays Val de Saône Vingeanne, SM du Pays de l'Auxois et du Morvan Côte d'Orien, Pays Seine-et-Tilles en Bourgogne                                                    |
| Côtes-d'Armor      | Bretagne                   | 1      | Pays Centre Ouest Bretagne |
| Doubs              | Bourgogne-Franche-Comté    | 1      | PETR du Doubs central |
| Eure-et-Loir       | Centre-Val de Loire        | 1      | PETR du Perche |
| Finistère          | Bretagne                   | 1      | Pays de Morlaix |
| Gard               | Occitanie                  | 4      | PETR Causses et Cévennes, PETR Garrigues et Costières de Nîmes, PETR Uzège Pont du Gard, PETR Vidourle Camargue                                                             |
| Haute-Garonne      | Occitanie                  | 4      | Pays Comminges Pyrénées, Pays du Sud Toulousain, Pays Lauragais, Pays Tolosan                                                                                               |
| Gers               | Occitanie                  | 3      | Pays d'Auch, Pays d'Armagnac, Pays Portes de Gascogne |
| Gironde            | Nouvelle-Aquitaine         | 2      | Pôle territorial du Cœur Entre-deux-Mers, Pôle territorial du Grand Libournais                                                                                              |
| Ille-et-Vilaine    | Bretagne                   | 1      | PETR du Pays de Saint-Malo |
| Jura               | Bourgogne-Franche-Comté    | 1      | PETR du Pays Lédonien |
| Landes             | Nouvelle-Aquitaine         | 4      | Haute Lande, Pays Landes Nature Côte d'Argent, Pays Adour Chalosse Tursan, Pays Adour Landes Océanes                                                                        |
| Haute-Loire        | Auvergne-Rhône-Alpes       | 2      | Pays de Lafayette, Pays de la Jeune Loire |
| Loire-Atlantique   | Pays de la Loire           | 1      | PETR du Pays de Retz |
| Loiret             | Centre-Val de Loire        | 4      | PETR Forêt d'Orléans-Loire-Sologne, PETR Gâtinais Montargeois, Pays Loire Beauce, PETR pour le développement du Pays Beauce Gâtinais en Pithiverais                         |
| Lot                | Occitanie                  | 2      | PETR Figeac - Quercy - Vallée de la Dordogne, PETR Grand Quercy |
| Lot-et-Garonne     | Nouvelle-Aquitaine         | 1      | Pôle territorial Val de Garonne-Guyenne-Gascogne |
| Lozère             | Occitanie                  | 2      | Pays Gévaudan-Lozère, PETR Sud Lozère |
| Maine-et-Loire     | Pays de la Loire           | 1      | PETR du Segréen |
| Manche             | Normandie                  | 1      | PETR de la Baie du Mont-Saint-Michel |
| Marne              | Grand Est                  | 3      | PETR du Pays de Châlons-en-Champagne, PETR du Pays d'Épernay Terres de Champagne, PETR Pays de Brie et Champagne                                                            |
| Haute-Marne        | Grand Est                  | 1      | PETR du Pays de Langres |
| Meurthe-et-Moselle | Grand Est                  | 2      | Pays du Lunévillois, PETR du Val de Lorraine |
| Meuse              | Grand Est                  | 3      | PETR Cœur de Lorraine, Pays Barrois, Pays de Verdun |
| Morbihan           | Bretagne                   | 2      | Pays d'Auray, Pays de Ploërmel - Cœur de Bretagne |
| Moselle            | Grand Est                  | 1      | Pays de Sarrebourg |
| Nièvre             | Bourgogne-Franche-Comté    | 2      | PETR Nivernais Morvan, PETR Pays Val de Loire Nivernais |
| Nord               | Hauts-de-France            | 1      | Pays du Cambrésis |
| Oise               | Hauts-de-France            | 1      | PETR du Grand Beauvaisis |
| Orne               | Normandie                  | 3      | PETR du Pays d'Argentan Pays d'Auge ornais et Pays d'Ouche, PETR du Pays du Bocage, PETR du Pays du Perche Ornais                                                           |
| Pas-de-Calais      | Hauts-de-France            | 2      | PETR Ternois 7 Vallées, SM du SCOT du Pays maritime et rural du Montreuillois                                                                                               |
| Puy-de-Dôme        | Auvergne-Rhône-Alpes       | 1      | Grand Clermont |
| Hautes-Pyrénées    | Occitanie                  | 4      | Pays des Coteaux, Pays des Nestes, Pays du Val d'Adour, PETR Plaines et Vallées de Bigorre                                                                                  |
| Bas-Rhin           | Grand Est                  | 7      | AKochZorn, Pays de Saverne plaine et plateau, PETR Bruche Mossig, Bande Rhénane Nord, PETR de l'Alsace du Nord, PETR du Piémont des Vosges, PETR Sélestat - Alsace centrale |
| Haut-Rhin          | Grand Est                  | 3      | Sundgau, Rhin-Vignoble-Grand Ballon, Vallées de la Thur et Doller |
| Haute-Saône        | Bourgogne-Franche-Comté    | 2      | PETR du Pays des Vosges Saônoises, Pays graylois |
| Saône-et-Loire     | Bourgogne-Franche-Comté    | 2      | Pays Charolais-Brionnais, PETR Mâconnais Sud Bourgogne |
| Sarthe             | Pays de la Loire           | 1      | PETR Pays vallée du Loir |
| Seine-Maritime     | Normandie                  | 4      | Pays Dieppois - Terroir de Caux, PETR du Pays de Bray, PETR interrégional Bresle Yères, PETR Pays plateau de Caux-Maritime                                                  |
| Deux-Sèvres        | Nouvelle-Aquitaine         | 1      | PETR du Pays de Gâtine |
| Somme              | Hauts-de-France            | 1      | Cœur des Hauts de France |
| Tarn               | Occitanie                  | 3      | PETR des Hautes Terres d'Oc, PETR du Pays de Cocagne, Pôle territorial de l'Albigeois et des Bastides                                                                       |
| Tarn-et-Garonne    | Occitanie                  | 2      | PETR Garonne-Quercy-Gascogne, PETR Midi-Quercy |
| Haute-Vienne       | Nouvelle-Aquitaine         | 1      | PETR du Pays Monts et Barrages |
| Vosges             | Grand Est                  | 4      | PETR de la Plaine des Vosges, Pays de Remiremont et ses vallées, Pays de la Déodatie, Pays d'Épinal - Cœur des Vosges                                                       |
| Yonne              | Bourgogne-Franche-Comté    | 3      | PETR du Grand Auxerrois, PETR du Nord de l'Yonne, PETR du Pays Avallonnais                                                                                                  |